# الحصن (صعدة)
الحصن هي إحدى قرى الجمهورية اليمنية. وهي تتبع جغرافيًا لمحافظة صعدة. وإداريًا لمديرية سحار. يبلغ تعداد سكانها 8721 نسمة حسب الإحصاء الذي جرى عام 2004.